# Puto Loko
Nacido en el barrio de Pino Montano, Puto Loko es el nombre artístico de David Ramos, Mc sevillano integrante del grupo H Mafia. Es un rapero con fuerza, serio y mucha voz en el directo. 

## Biografía
Sus comienzos con H Mafia se remontan al 2000. Es en esta época cuando se une con DJ Zeth para sacar su maqueta “Strategas”, con colaboraciones de Hijo Pródigo y Legendario entre otros.
En 2005 editó su primer EP, “Sevillan History H” (colaboraciones de la talla de Zatu o Legendario), y empieza a acompañar en los directos al grupo SFDK. Más tarde ha colaborado con Makei y Shotta entre otros.
En 2008 edita el primer LP de H Mafia, “Barrabás”, y graba su primer videoclip, "El Engranaje y El Piñón".

## Discografía

### ConH Mafia
- "Strategas " (Maqueta) (2002)
- "Sevillan History H" (EP) (Fiebre Records, 2004)
- "Barrabás" (LP) (Fiebre Records, 2008)

## Colaboraciones
- DJ Lexmerk "Situaciones Complicadas" (2004)
- DJ Makei "Los Hijos De La Tercera Ola" (2004)
- Acción Sánchez "Terror En La Ciudad Vol.1" (2004)
- Acción Sánchez "Creador Series Vol.1 " (2004)
- SFDK "Hoy no..." (2005, 2005)
- Cres "X.C.S.O.S." (Reflexiones, 2007)
- Shotta "Dibujo libre" (Sangre, 2008)
- Lepra "Puto el Hornberg y Esslinger" (2009)
- Estrellas Del Porno "Hijos Del Flujo: El Álbum" (2009)

- Datos: Q6093473